# Strada Smârdan
Strada Smârdan este situată în Centrul istoric al municipiul București, sector 3.

## Descriere
Strada descrie un arc de cerc de la nord la sud, cu o lungime de 370 m, între Strada Doamnei și Strada Șelari, intersectându-se pe la mijlocul ei cu străzile Lipscani și Stavropoleos.
Această stradă este printre primele străzi din centrul Istoric care au fost renovate și pavate.

## Istoric
Strada Smârdan apare pentru prima dată in documente istorice care datează din secolul al XVII-lea. Strada era cunoscută sub numele de Ulița Nemților, Ulița Nemțească și Strada Germană. Este atestată pentru prima oară într-un document din 1 mai 1672, drept ulița care merge de la Curtea Domnească spre Biserica Grecilor, iar în documentele din secolul XIX apare drept Ulița Germană și este trecută astfel și în Planul Bucureștiului din anul 1871. Din anul 1878 strada și-a dobândit numele pe care îl are și în zilele noastre. Numele străzii evocă una dintre bătăliile câștigate de oștirea română în satul Smârdan (astăzi parte a satului Inovo), de lângă Vidin.
În secolul XIX, această stradă cunoaște o adevarată dezvoltare, pe ea construindu-se magazine, ateliere de reparații, dar și câteva hoteluri importante pentru Bucureștiul acelor vremuri. Unul dintre cele mai importante și frumoase hoteluri era Hotelul Brenner sau Hotel D'Europe, hotel menționat și de consulul Wilkinson în 1820. Acesta spunea că hotelul este „bine mobilat și înzestrat cu toate cele necesare, foarte folositor pentru călători”.
Strada Smârdan adăpostește și în prezent locul în care Alexandru Ioan Cuza a fost numit domn al Moldovei și al Țării Românești. Pe strada Smârdan, la numărul 39, în clădirea Hotelului Concordia, în seara zilei de 23 ianuarie 1859, membrii de frunte ai Partidei Naționale hotărăsc în unanimitate alegerea aceluiași domnitor pentru Moldova și Țara Românească. În acele momente se înfăptuia unul dintre cele mai visate țeluri ale poporului român: Unirea.

## Galerie de imagini

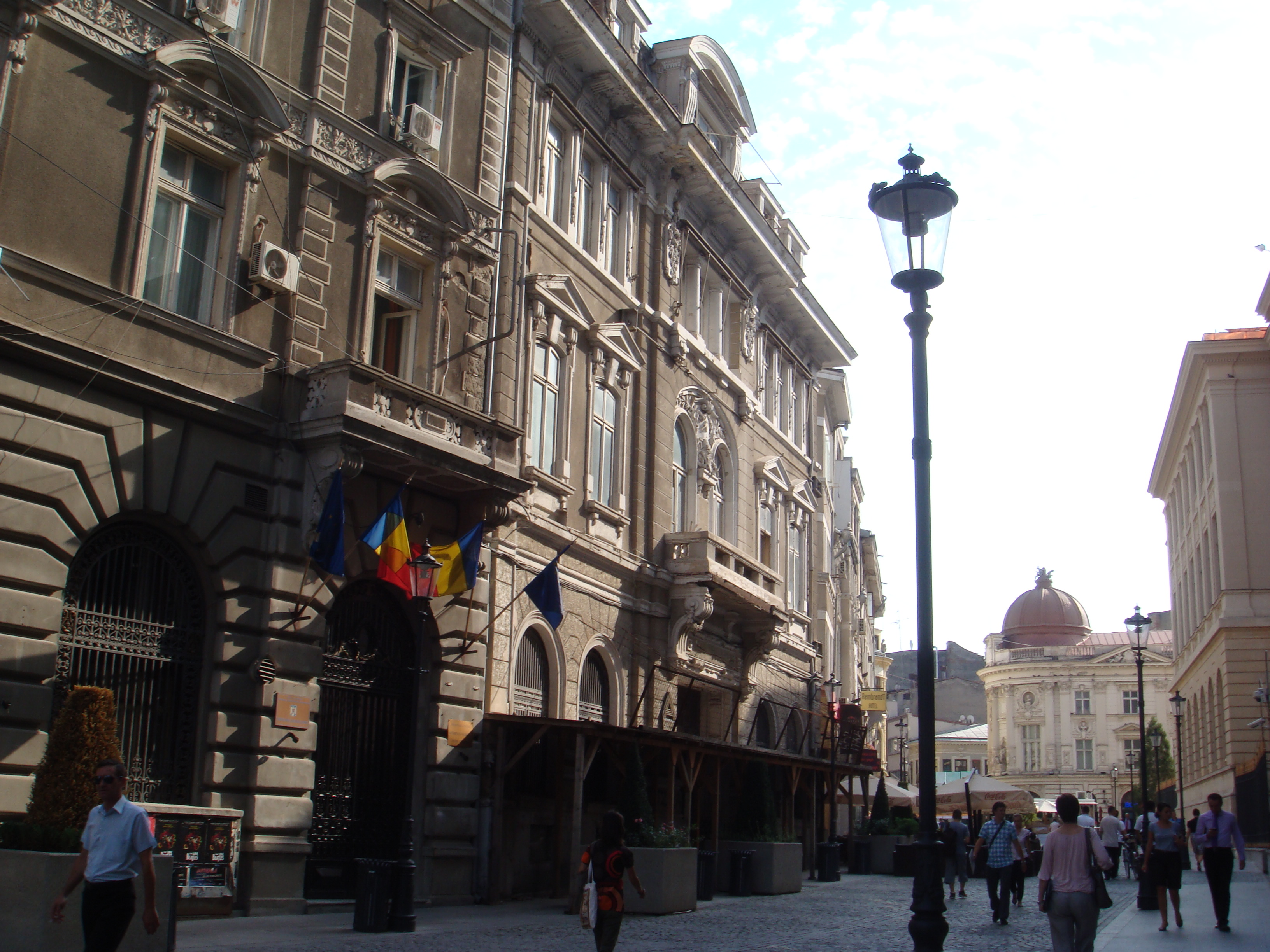
Fosta Bancă Agricolă de pe Smardan.
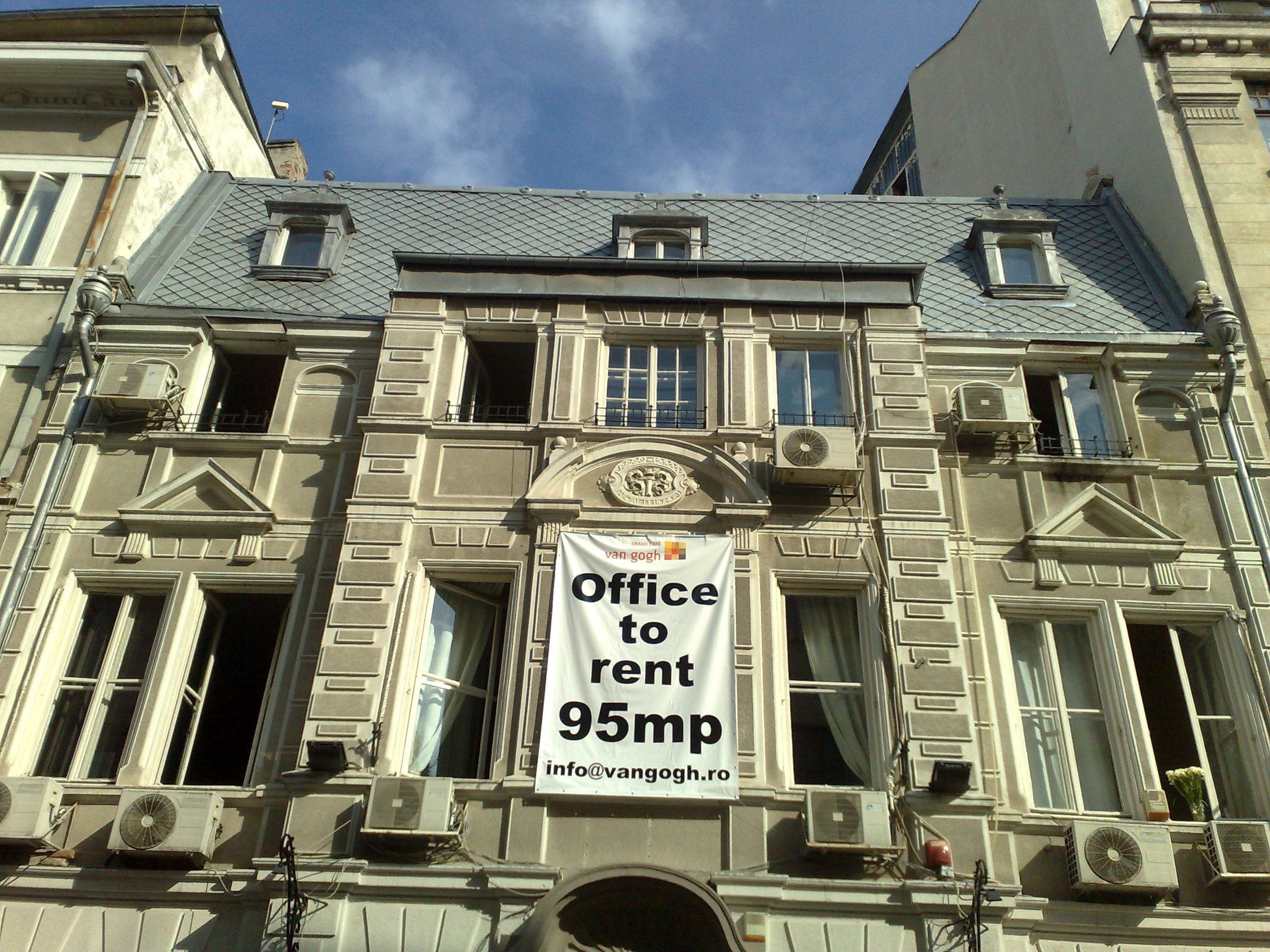
Casă de pe Smârdan.
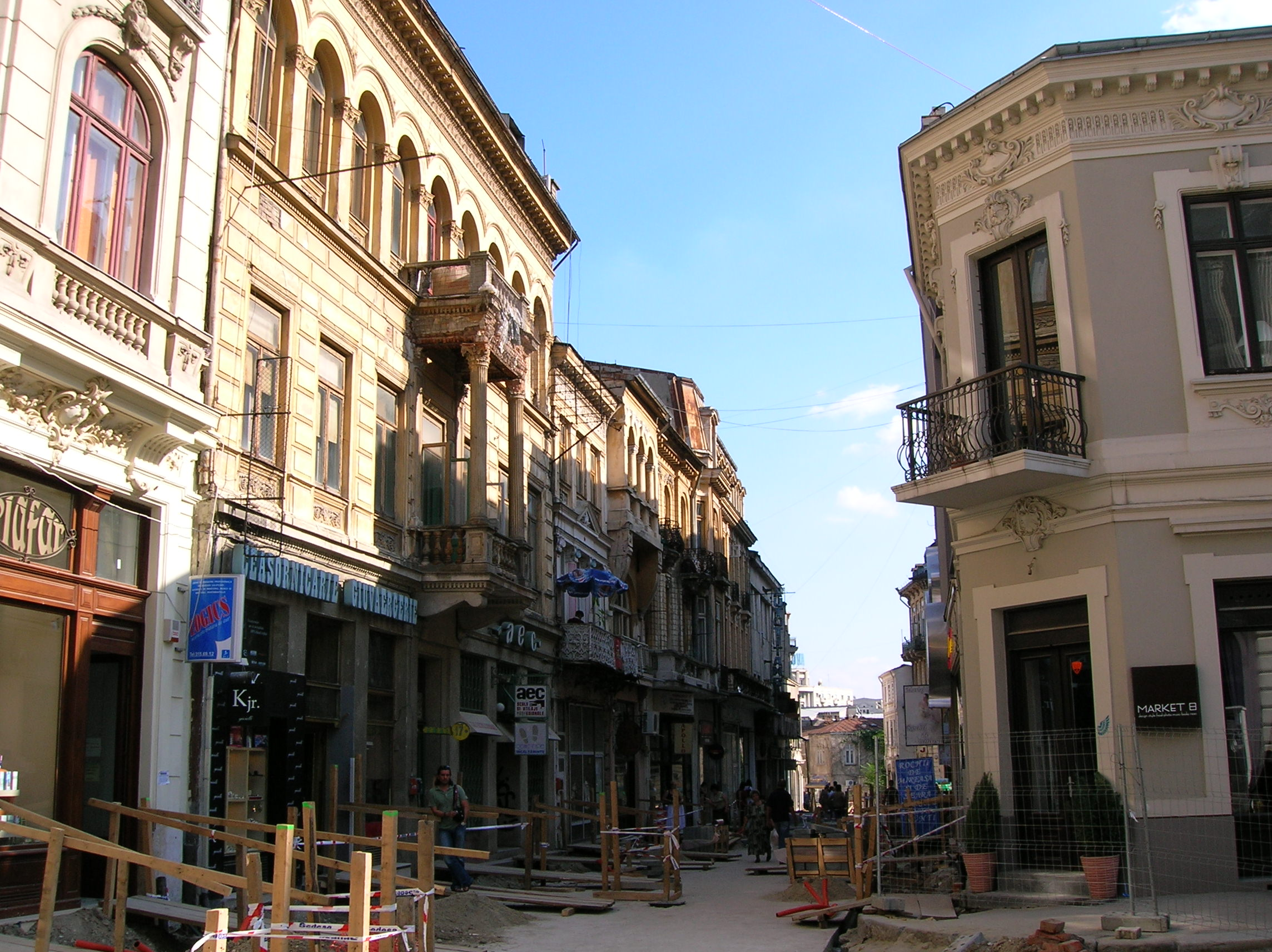
Case pe Smârdan.
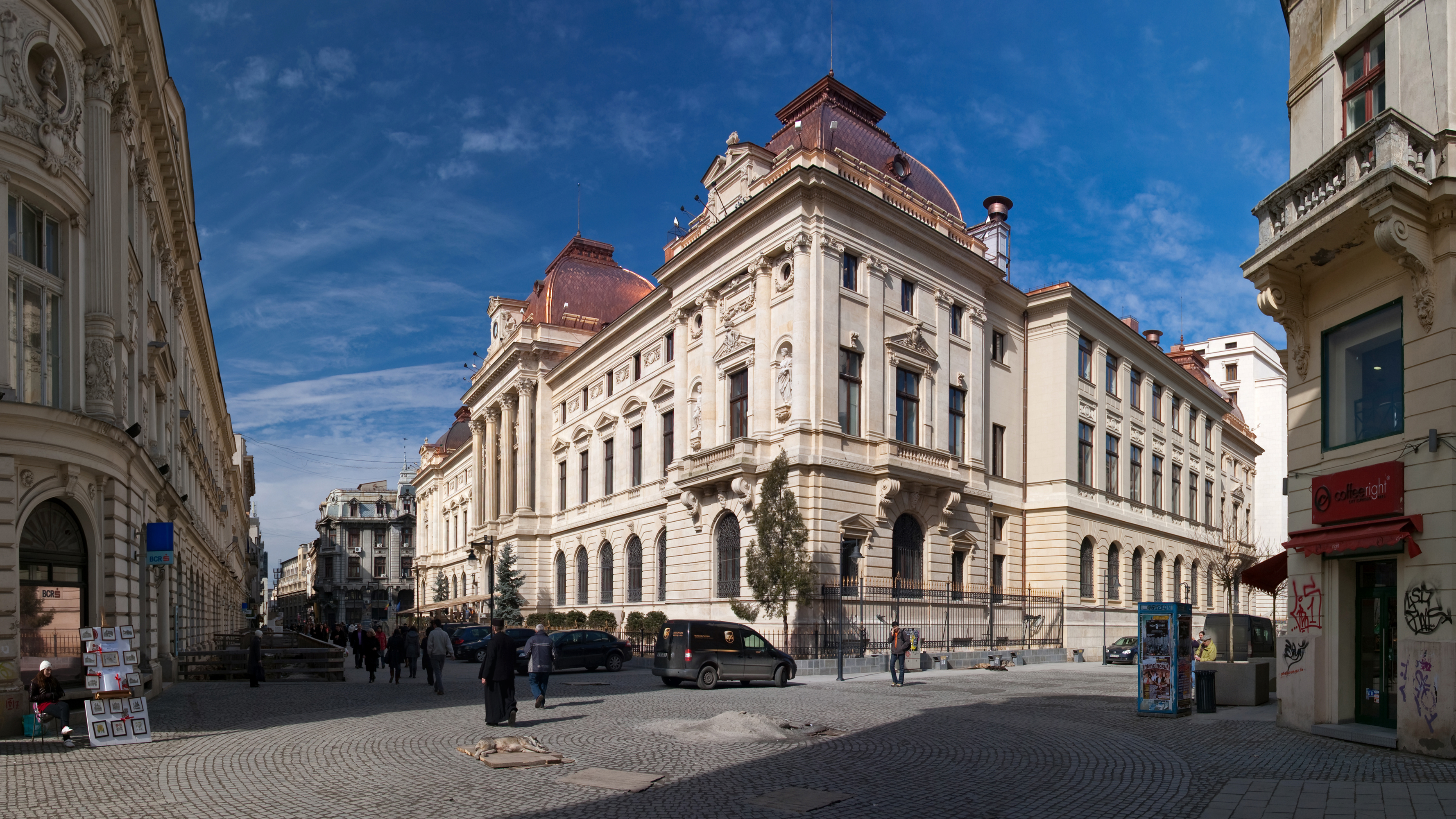
Banca Națională a României.